# Josina Boetzelaer
Josina Josina Anna Petronella Boetzelaer z domu van Aerssen (ur. 3 stycznia 1733 w Hadze, zm. 3 września 1797 w IJsselstein) – holenderska kompozytorka. Wiadomo, ze komponowała w stylu klasycyzmu, lecz nie zachowało się prawie żadne z jej dzieł. Był to dość częsty los dzieł kompozytorów-kobiet tworzących przed 1800 rokiem.